# Girolamo Seripando
Girolamo Seripando OESA (ur. 6 maja 1493 w Troi, zm. 17 marca 1563 w Trydencie) – włoski kardynał.

## Życiorys
Urodził się 6 maja 1493 roku w Troi, jako syn Giovanniego Ferrante Seripandy i Elizabety Galeotti. Studiował w Neapolu, a na Uniwersytecie Bolońskim uzyskał doktorat. Po śmierci rodziców, wstąpił do zakonu augustianów i w 1516 roku przyjął święcenia kapłańskie. Był wykładowcą w Sienie i Bolonii, a w latach 1539–1561 był generałem zakonu. Uczestniczył w soborze trydenckim, a także pełnił funkcję legata przy cesarzu i królu Francji. 30 marca 1554 roku został wybrany arcybiskupem Salerno, a 15 maja przyjął sakrę. 26 lutego 1561 roku został kreowany kardynałem prezbiterem i otrzymał kościół tytularny S. Susanna. Zmarł 17 marca 1563 roku w Trydencie.